# (5723) Hudson
(5723) Hudson est un astéroïde de la ceinture principale.

## Description
(5723) Hudson est un astéroïde de la ceinture principale. Il fut découvert le 6 septembre 1986 à la station Anderson Mesa par Edward L. G. Bowell. Il présente une orbite caractérisée par un demi-grand axe de 2,27 UA, une excentricité de 0,24 et une inclinaison de 5,6° par rapport à l'écliptique.

## Compléments